# Милан Зекович
Милан Зекович (сербохорв. Miljan Zeković, 15 листопада 1925, Никшич — 10 грудня 1993) — югославський футболіст, що грав на позиції захисника, зокрема за «Црвену Звезду», а також національну збірну Югославії.
Шестиразовий чемпіон Югославії. Дворазовий володар Кубка Югославії. 

## Клубна кар'єра
У дорослому футболі дебютував 1948 року виступами за «Сутьєску», в якій провів два сезони. 
Протягом 1950—1951 років захищав кольори команди клубу «Будучност».
Своєю грою за останню команду привернув увагу представників тренерського штабу белградського клубу «Црвена Звезда», до складу якого приєднався 1951 року. Відіграв за белградську команду наступні десять сезонів своєї ігрової кар'єри. За цей час п'ять разів виборював титул чемпіона Югославії.
Протягом 1961—1962 років захищав кольори команди зеніцького «Челіка».
Завершив професійну ігрову кар'єру в Австрії, у клубі ГАК (Грац), за який виступав протягом 1963—1965 років.
Помер 10 грудня 1993 року на 69-му році життя.

## Виступи за збірну
1952 року дебютував в офіційних матчах у складі національної збірної Югославії. Протягом кар'єри у національній команді, яка тривала 4 роки, провів у формі головної команди країни 13 матчів.
У складі збірної був учасником чемпіонату світу 1954 року у Швейцарії, де був резервним гравцем і на поле не виходив, а його команда сягнула стадії чвертьфіналів.

## Титули і досягнення
- Чемпіон Югославії (6):

«Црвена Звезда»: 1951, 1952-1953, 1955-1956, 1956-1957, 1958-1959, 1959-1960
- Володар Кубка Югославії (2):

«Црвена Звезда»: 1957-1958, 1958-1959